# 균형 3진법

균형 삼진법

균형 3진법은 밑이 3이고 자릿수가 -1,0,1인 비표준 위치 기수법이다. 한자리 수의 곱셈이 한자리 수가 되고, 부호 전환이 간단하다는 특징을 가진다. 이러한 특징으로 인해 3진법 컴퓨터의 주된 기수법으로 쓰인다. 대표적으로 세르게이 소볼레프의 세툰이 균형 3진법을 사용했다.

## 같이 보기
- 삼진법